# بيرسونية
البيرسونية (الاسم العلمي: Persoonia) هي جنس من النباتات تتبع الفصيلة البروطية من رتبة البروطيات.

## أنواع البيرسونية
- بيرسونية إهليلجية
- بيرسونية ثلاثية العروق
- بيرسونية سداسية
- بيرسونية قصيرة الأوراق
- بيرسونية مترهلة
- بيرسونية مفترشة
- بيرسونية إبرية
- بيرسونية أرضية
- بيرسونية أليفة الجبال
- بيرسونية آسية
- بيرسونية بركانية
- بيرسونية تسمانية
- بيرسونية تنوبية
- بيرسونية جرابية
- بيرسونية جرداء
- بيرسونية جلدية
- بيرسونية حادة
- بيرسونية حريرية
- بيرسونية خشنة
- بيرسونية خشنة الأوبار
- بيرسونية خشنة السويق
- بيرسونية خضراء
- بيرسونية خطية
- بيرسونية خماسية العروق
- بيرسونية خيطية الأوراق
- بيرسونية خيطية الشكل
- بيرسونية دروموندية
- بيرسونية دقيقة
- بيرسونية رباطية الأوراق
- بيرسونية رقيقة
- بيرسونية رقيقة الأوراق
- بيرسونية زيتونية
- بيرسونية زيتونية الأوراق
- بيرسونية سفائية
- بيرسونية شاحبة
- بيرسونية شجرية
- بيرسونية شجيرية
- بيرسونية صافية
- بيرسونية صدئة
- بيرسونية صعترية الأوراق
- بيرسونية صغيرة الأوراق
- بيرسونية صغيرة الثمار
- بيرسونية صغيرة المتك
- بيرسونية صفصافية
- بيرسونية صقيعية
- بيرسونية صلبة
- بيرسونية صنوبرية الأوراق
- بيرسونية ضاربة للحمرة
- بيرسونية طرفية
- بيرسونية طويلة الأوراق
- بيرسونية عامودية
- بيرسونية عرعرية
- بيرسونية عشبية
- بيرسونية عصوية
- بيرسونية غبساء
- بيرسونية غونية
- بيرسونية فراسيرية
- بيرسونية فراشية
- بيرسونية قلبية الأوراق
- بيرسونية قلبية مقلوبة
- بيرسونية قليلة الأزهار
- بيرسونية كبيرة السنابل
- بيرسونية لاذعة
- بيرسونية لينة
- بيرسونية متباينة الأوراق
- بيرسونية متلاصقة
- بيرسونية متوسطة
- بيرسونية مخددة
- بيرسونية مخططة
- بيرسونية مخملية
- بيرسونية مدارية
- بيرسونية مزدحمة الأزهار
- بيرسونية مزدحمة الأوراق
- بيرسونية مستدقة
- بيرسونية مستطيلة
- بيرسونية مسطحة الأوراق
- بيرسونية مسودة
- بيرسونية مضلعة
- بيرسونية مغبرة
- بيرسونية مفصلية
- بيرسونية مكنسية
- بيرسونية ملعقية
- بيرسونية منجلية الشكل
- بيرسونية منحسرة
- بيرسونية منحنية
- بيرسونية مهلبة
- بيرسونية مولرية
- بيرسونية ناعمة
- بيرسونية نشطة
- بيرسونية هامشية
- بيرسونية واهية